# Lài trâu Panama
Lài trâu Panma (Tabernaemontana panamensis) là một loài thực vật thuộc họ Apocynaceae. Loài này có ở Colombia, Ecuador, Panama, và Peru.